# French Open 1960 (Badminton)
Die French Open 1960 im Badminton fanden vom 1. bis zum 3. April 1960 in Paris statt. Es war die 32. Auflage des Championats.

## Finalresultate
| Disziplin    | Sieger                                      | Finalist                                | Ergebnis          |
| ------------ | ------------------------------------------- | --------------------------------------- | ----------------- |
| Herreneinzel | Ferry Sonneville                            | William Havers                          | 15-1, 15-1        |
| Dameneinzel  | Rita A. Rabey                               | Ursula Smith                            | 11-5, 12-11       |
| Herrendoppel | Heah Hock Heng Jimmy Lim                    | Harry Parmar Yeoh Kean Hua              | 8-15, 15-6, 17-14 |
| Damendoppel  | Audrey Stone Ursula Smith                   | Bep Verstoep Yvonne Theresia Sonneville | 15-3, 15-8        |
| Mixed        | Ferry Sonneville Yvonne Theresia Sonneville | Yeoh Kean Hua Rita A. Rabey             | w.o.              |